# Schoeniophylax phryganophilus
Schoeniophylax phryganophilus là một loài chim trong họ Furnariidae.